# 마르차나
마르차나(이탈리아어: Marciana)는 이탈리아 토스카나주 리보르노도에 있는 코무네다. 엘바섬 서부 지역에 위치해 있다.